# 程益中

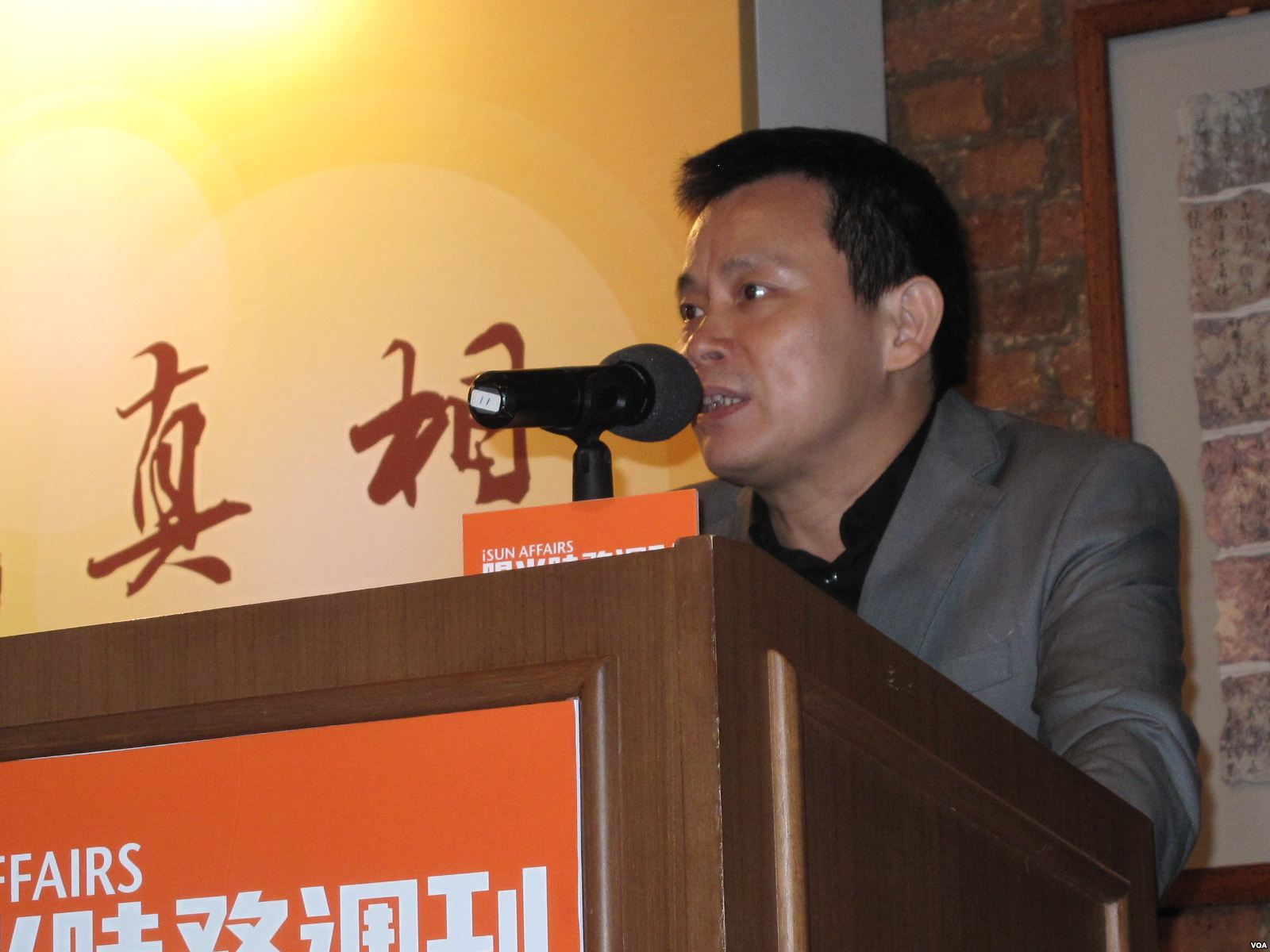
程益中

程益中（1965年4月3日—），中国安徽安庆怀宁县人，中国报人，曾為香港亞洲電視高級副總裁。2005年4月5日获联合国教科文组织“世界新闻自由奖”。

## 簡歷
- 1989年毕业于中山大学中文系，后进入《南方日报》担任文艺副刊编辑。
- 1990年当任《南方日报》驻湛江站记者。
- 1991年8月返回广州总部担任文艺部特刊版的责任编辑。[1]
- 1994年11月由该报文艺部抽调出任《南方都市报》筹备小组成员。
- 1995年3月被任命为《南方都市报》常务副主编。（1997年1月1日南方都市报正式上市）
- 2001年担任南方都市报主编。
- 2004年担任新京报主编。
- 2006年担任体育画报中文版执行出品人。
- 2008年担任财讯传媒集团副总裁、体育画报中文版执行出版人。
- 2009年担任现代传播副出版总监暨《东方企业家》执行出版总监。
- 2011年7月起在香港亞洲電視擔任高級副總裁，2012年3月3日在個人微博宣布因與主事者觀念及風格迥異而請辭該職。
- 2012年8月起在香港陽光國際擔任執行總裁及陽光時務週刊總編輯。[2]
- 2015年9月加入乐视体育。[3]

## 南方都市報案
广州市人民检察院宣称发现程益中等人涉嫌经济犯罪问题，在任南方都市报主编期间，于2001年6月与同喻华峰等人提取公款人民币155万元，并私分其中58万元，已涉嫌构成贪污罪。广州市人民检察院于2004年3月17日对程益中立案侦查；3月19日对其刑事拘留；4月1日逮捕。由于普遍怀疑是由于南方都市报关于孙志刚案和SARS事件报道而引起当时张德江领导的地方政府的报复、以及司法裁定中的巨大争议，该案广为关注。